# Mühlengraben (Wied)
Der Mühlengraben ist ein etwa 400 m langer linker Mühlkanal der Wied in Borod im Westerwaldkreis, Rheinland-Pfalz, Deutschland.

## Geschichte
Der Mühlengraben wurde für den Betrieb der Boroder Mühle errichtet. Den Antrag zum Bau einer Ölmühle an der Wiedbach in der Gemarkung Borod beantragte Adam Müller im Mai 1830. Das Herzogliche Amt in Hachenburg genehmigte die Mühle gegen die übliche Auflage der Zahlung des Wasserlaufzinses am 3. Juni 1830. Bedingt durch die starke Konkurrenz anderer Ölmühlen im Westerwald wurde in Borod 1834 eine Knochenstampfe eingerichtet und die Mühle seitdem als Knochenmühle bezeichnet.